# Is 't nog ver?
Is 't nog ver? is een komisch reportagemagazine op de Belgische zender VIER. Otto-Jan Ham, Jelle De Beule en Elise Crombez reizen alleen of samen naar speciale bestemmingen. Het eerste seizoen werd uitgezonden in 2013.

## Rubrieken

### Alternatieven
Een van de presentatoren verkent een alternatief voor een bekende toeristische attractie. De titel van de rubriek is steeds die van de alternatieve bestemming. Zo is er in de Duitse plaats Suurhusen een toren die nog schever staat dan de toren van Pisa, en is er in Bosnië een heuvel in de vorm van een piramide, die volgens een gids in bouw overeenkomt met de Egyptische piramides.

### De Vergeten Regio
Er wordt een regio bezocht in een of ander Europees land, die, ondanks haar talrijke troeven, over het hoofd wordt gezien door de Belgen. Voorbeelden van vergeten regio's zijn Druskininkai in Litouwen, Alentejo in Portugal, Podlachië in Polen, Banská Bystrica in Slowakije.

### De Homo Turisticus
Een positieve, enthousiaste reiziger, (gespeeld door Gents fotograaf Jan Matthys) die de meest eigenaardige reisdoelen verkent. Voor het programma bezoekt hij plekken die niet als toeristische attracties zijn bedoeld, zoals de flats in Benidorm, of de parkeerplaatsen langs de Autoroute du soleil.

### Fotorubriek
Elke aflevering eindigt met een fotorubriek van reizigers die op de foto gaan met bijvoorbeeld de plaatselijke bevolking, met eten, met transportmiddelen...

### Er is post
In deze rubriek ontvangt het team post, meestal zijn dit handige tips of gadgets die men nodig kan hebben op reis.

### Diverse rubrieken
Verder komen de meest uiteenlopende rubrieken aan bod, zoals "hamnesie", dit is een rubriek waar ze reizigers op de luchthaven overvallen met vragen over de bestemmingen. Dit is onjuiste informatie die ze de reizigers trachten te doen geloven (deze rubriek werd enkel in de eerste aflevering gebruikt) of "hoe afpingelen op reis".

## Kijkcijfers

### Seizoen 1
| Afl. | Kijkcijfer (Live) | Uitzenddatum     |
| ---- | ----------------- | ---------------- |
| 1    | 224.074           | 5 februari 2013  |
| 2    | 204.271           | 12 februari 2013 |
| 3    | 212.412           | 19 februari 2013 |
| 4    | onbekend          | 26 februari 2013 |
| 5    | 152.181           | 5 maart 2013     |
| 6    | 218.685           | 12 maart 2013    |
| 7    | 305.564           | 19 maart 2013    |
| 8    | 198.728           | 26 maart 2013    |
| 9    | 260.285           | 2 april 2013     |
| 10   | 296.769           | 9 april 2013     |